# Reinhard Meyer (Politiker)

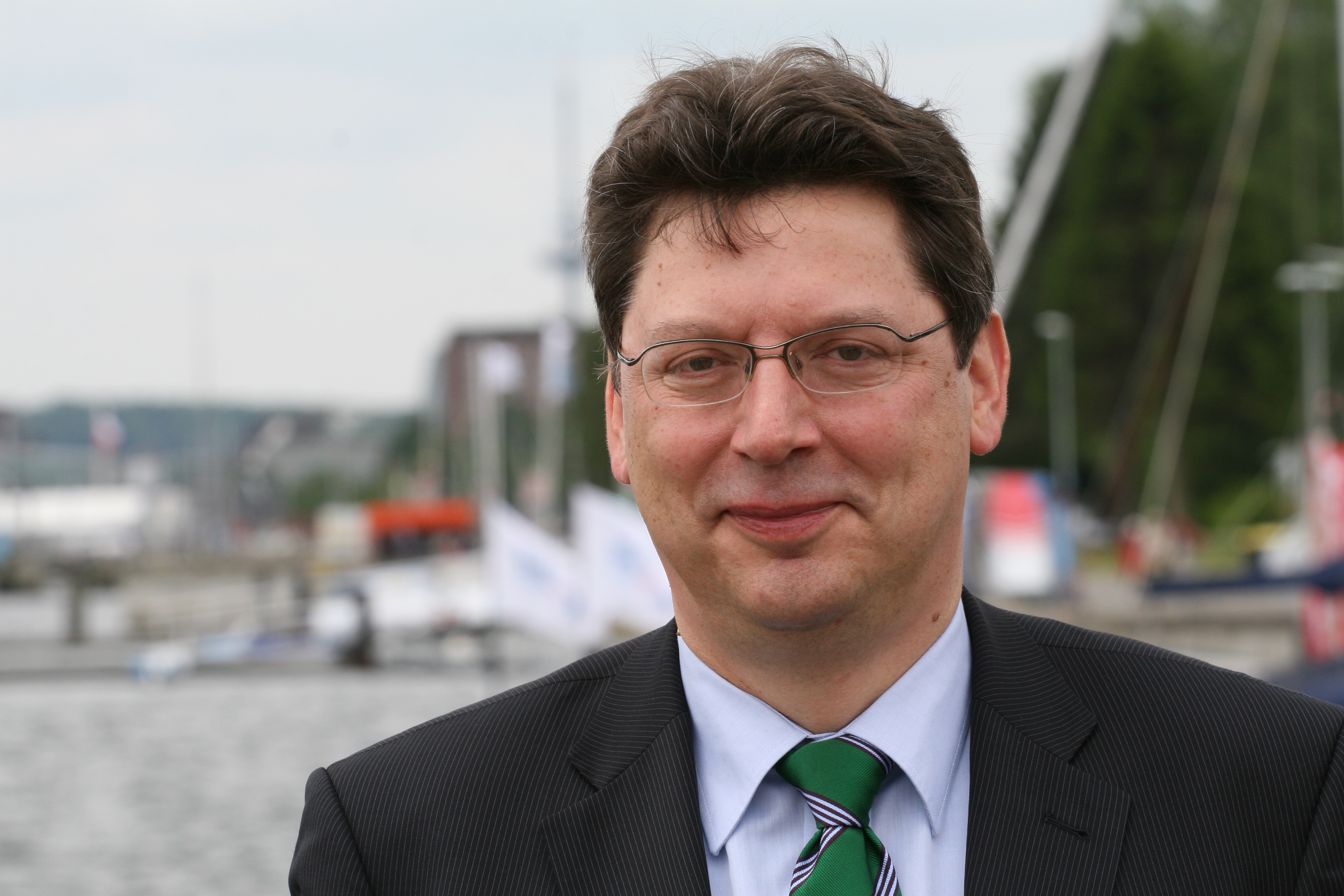
Reinhard Meyer (2012)

Reinhard Meyer (* 5. September 1959 in Bonn) ist ein deutscher Politiker der SPD. Er war von 2021 bis 2024 Minister für Wirtschaft, Infrastruktur, Tourismus und Arbeit des Landes Mecklenburg-Vorpommern. Vorher war er von 2018 bis 2019 Chef der Staatskanzlei und von 2019 bis 2021 Finanzminister dieses Bundeslandes unter Ministerpräsidentin Manuela Schwesig. Er war von 2012 bis 2017 Minister für Wirtschaft und Arbeit des Landes Schleswig-Holstein im Kabinett Albig und vorher schon einmal von 2006 bis 2012 Chef der Staatskanzlei in Schwerin unter den Ministerpräsidenten Erwin Sellering und Harald Ringstorff.

## Biografie

### Ausbildung und Beruf
Meyer wuchs in Bonn und Bremen auf. Nach dem 1979 abgelegten Abitur diente er bis 1981 als Soldat auf Zeit bei der Bundeswehr. Ab 1982 studierte er an der Universität Braunschweig und der Universität Hamburg Politische Wissenschaften mit Geschichte und Volkswirtschaftslehre als Nebenfächern. 1989 wurde er Diplom-Politologe. Bis 1990 war er als wissenschaftlicher Mitarbeiter an der Universität Hamburg tätig. Es folgte ein Aufbaustudium an der Hochschule für Verwaltungswissenschaften in Speyer mit dem Abschluss als Magister rer. publ.
Von 1991 bis 1994 war Meyer wissenschaftlicher Referent der SPD-Landtagsfraktion von Mecklenburg-Vorpommern. Anschließend wurde er Leiter des Ministerbüros von Harald Ringstorff, damals Minister für Wirtschaft und Angelegenheiten der Europäischen Union. Ringstorff trat 1996 aus der Landesregierung aus, das Wirtschaftsressort wurde von Jürgen Seidel (CDU) übernommen. Meyer wechselte als Referent in das SPD-geführte Finanzministerium. Von 1997 bis 1998 war er Dienststellenleiter der Vertretung des Landes Mecklenburg-Vorpommern beim Bund. Nach dem auf die Landtagswahl 1998 folgenden Antritt der rot-roten Koalition unter Ministerpräsident Ringstorff wurde Meyer Abteilungsleiter in der Staatskanzlei. Im April 2001 wechselte Meyer als Abteilungsleiter in die Senatskanzlei der Freien und Hansestadt Hamburg, kehrte aber bereits im Dezember 2001 als Staatssekretär im Wirtschaftsministerium zurück nach Schwerin.

### Politik
Meyer ist Mitglied der SPD. Im Dezember 2001 wurde Meyer zum Staatssekretär im von Otto Ebnet (SPD) geführten Wirtschaftsministerium von Mecklenburg-Vorpommern ernannt. Im Januar 2006 wurde er Chef der Staatskanzlei von Mecklenburg-Vorpommern, zunächst unter Harald Ringstorff (SPD), ab dem 6. Oktober 2008 unter Erwin Sellering (SPD). Nach der Wahl von Torsten Albig (SPD) zum Ministerpräsidenten des Landes Schleswig-Holstein am 12. Juni 2012 wurde Reinhard Meyer dort als Minister für Wirtschaft und Arbeit vereidigt. Nach der verlorenen Landtagswahl im Mai 2017, die zu einer Jamaika-Koalition unter Daniel Günther (CDU) führte und damit die schleswig-holsteinische SPD in die Opposition versetzte, wurde Meyer am 22. Januar 2018 als Nachfolger von Christian Frenzel erneut zum Chef der Staatskanzlei Kabinett der nun amtierenden Ministerpräsidentin Manuela Schwesig ernannt. Nach dem Rücktritt des mecklenburg-vorpommerischen Finanzministers Mathias Brodkorb wegen Differenzen mit der Ministerpräsidentin übernahm Meyer am 22. Mai 2019 dessen Amt, ihm folgte am selben Tag als Chef der Staatskanzlei Heiko Geue nach. Seit dem 15. November 2021 war Meyer im Kabinett Schwesig II Minister für Wirtschaft, Infrastruktur, Tourismus und Arbeit. Am 19. November 2024 kündigte er an, sein Amt wegen gesundheitlicher Gründe aufzugeben. Am 11. Dezember 2024 schied er aus dem Amt aus und Wolfgang Blank folgte auf ihn.